# 영암 육우당
육우당은 대한민국 전라남도 영암군 군서면 서구림리에 있는 정자 건축물이다. 2009년 7월 13일 영암군의 향토문화유산 제3호로 지정되었다.

## 개요
육우당은 두모포 만호였던 함양박씨 박성정이 1550년 어간에 건축하여 큰아들 박준(?~1593)등 육형제가 사용하였던 정자이다. 정자 명칭이 말하여 주듯 여섯 형제의 우의를 돈독하기 위하여 지은 정자라고 전해진다. 건물의 초창 시기는 조선 선조대(1567~1608)이나 현재의 건물은 조선 후기에 크게 중수된 것으로 보인다. 내부에는 육우당(六友堂)이라고 쓰여진 현판이 걸려 있다. 이 편액의 글씨는 석봉 한호가 쓴 것으로 전해진다.